# زمین‌لرزه ۱۹۲۶ یونان
زمین‌لرزه یونان  در تاریخ ۲۶ ژوئن ۱۹۲۶ میلادی، برابر با ‎۴ تیر ۱۳۰۵، ساعت ۱۹:۴۶:۴۰ به زمان یوتی‌سی در یونان رخ داد. ژرفای این زلزله ۱۰۱٫۸ کیلومتر بود. بزرگی آن ۷٫۷ در مقیاس mB اعلام شده‌است. زمین‌لرزه به وقت محلی در روز شنبه، ساعت ۲۱ روی داده و منطقه زمانی آن یوتی‌سی +۲ بوده‌است (با لحاظ تغییر ساعت تابستانی).
سازمان زمین‌شناسی آمریکا نیز جای این زمین‌لرزه را در مختصات ۳۶°۳۰′شمالی ۲۷°۳۰′شرقی / ۳۶٫۵°شمالی ۲۷٫۵°شرقی و بزرگی آنرا برابر با ۷٫۹ در مقیاس ریشتر اعلام کرده‌است. ژرفای گزارش شده از سوی این سازمان ۱۰۰ کیلومتر می‌باشد.
شمار کشتگان زلزله حدود ۱۱۰ نفر بوده‌است.